# 131 Dywizja Strzelecka (ZSRR)
131 Dywizja Strzelecka (ros. 131-я стрелковая дивизия) – związek taktyczny piechoty Armii Czerwonej.
Dywizja wzięła udział w kampanii wrześniowej w składzie 27 Korpusu Strzeleckiego.

## Struktura organizacyjna
W 1939
- 498 pułk strzelecki
- 593 pułk strzelecki
- 743 pułk strzelecki
- 409 pułk artylerii lekkiej
- 482 pułk artylerii haubic
- 424 samodzielny batalion czołgów
- 182 dywizjon przeciwpancerny
- dywizjon artylerii przeciwlotniczej
- 115 batalion rozpoznawczy
- 218 batalion saperów
- 154 batalion łączności
- 225 batalion medyczno-sanitarny
- kompania przeciwchemiczna
- 140 batalion transportowy
- 151 kompania remontowa
- piekarnia polowa
- 150 szpital weterynaryjny
- stacja poczty polowej

## Dowódcy dywizji
- płk Andriej Astanin (był w 1939)[2]